# Ipainae
Ipainae Saaristo, 2007 è una sottofamiglia di ragni appartenente alla famiglia Linyphiidae.

## Distribuzione
I 9 generi oggi noti di questa sottofamiglia sono diffusi prevalentemente nella Regione paleartica; uno solo, Metaleptyphantes, è diffuso nel continente africano.

## Tassonomia
A maggio 2011, la maggioranza degli aracnologi è concorde nel suddividerla in nove generi:
1. Epibellowia Tanasevitch, 1996 - Russia, Giappone (3 specie)
2. Epigytholus Tanasevitch, 1996 - Russia asiatica, Mongolia (1 specie)
3. Ipa Saaristo, 2007 - Regione paleartica (Turkmenistan, Kazakistan, Mongolia, Turchia, Europa, Russia) (4 specie)
4. Ipaoides Tanasevitch, 2008 - Cina (Yunnan) (1 specie)
5. Metaleptyphantes Locket, 1968 - Africa centrale (Camerun, Uganda, Tanzania, Nigeria, Congo, Gabon, Angola, Kenya, Sudafrica, Isole Comore) e Giava (17 specie)
6. Selenyphantes, Gertsch & Davis, 1946 - Messico, Guatemala (1 specie)
7. Solenysa Simon, 1894 - Giappone, Cina, Taiwan, Corea (13 specie)
8. Uralophantes Esyunin, 1992 - Russia (1 specie)
9. Wubanoides Eskov, 1986 - Russia, Giappone, Mongolia, Europa centrale e orientale (2 specie e 1 sottospecie)